# Superodontella dilatata
Superodontella dilatata is een springstaartensoort uit de familie van de Odontellidae. De wetenschappelijke naam van de soort is voor het eerst geldig gepubliceerd in 1990 door Arbea.